# Sauteren

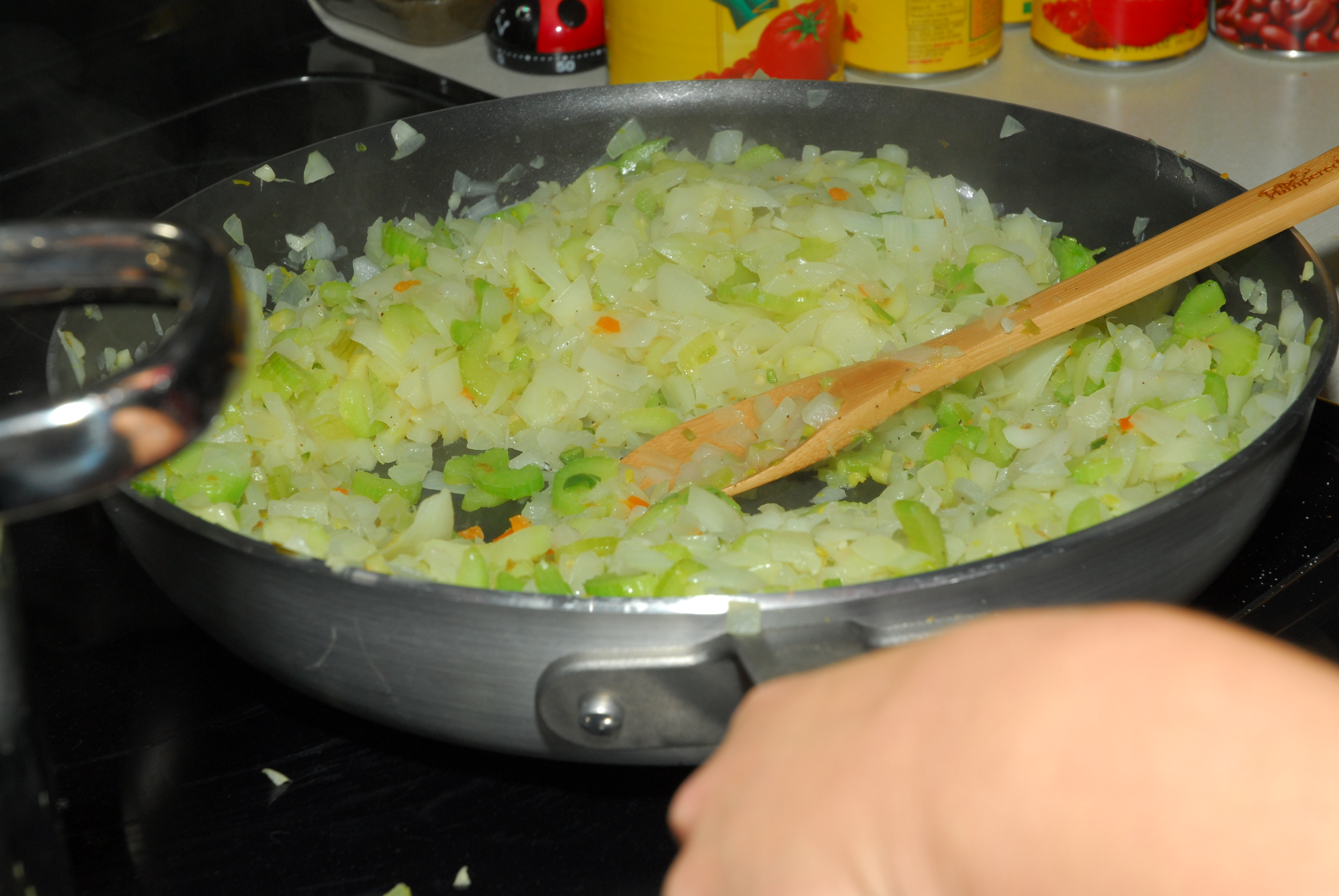
Groenten worden gesauteerd.

Sauteren (afgeleid van het Franse sauter, wat springen of opgooien betekent) is een kooktechniek waarbij de ingrediënten, zoals rood vlees en groenten, onder hoge temperatuur in weinig olie in een pan en in een kort tijdsbestek worden verhit. De ingrediënten dienen veelvuldig met keukengerei gekeerd te worden, of opgegooid te worden om aanbranden te voorkomen. De kooktechniek is vergelijkbaar met roerbakken.
Voor sauteren bestaat een typische sauteerpan of sauteuse, meer gebruikelijk in Nederland is een koekenpan of hapjespan.